# ALCO Century 424
La ALCO Century 424 era una locomotora diésel-eléctrica de cuatro ejes y entregaba 2.400 hp (1.790 kW). Se construyeron 190 unidades en total entre abril de 1963 y mayo de 1967. Catalogada como parte de la línea de locomotoras Century de Alco, la C-424 estaba destinada a reemplazar el modelo RS-27 anterior y se ofrecía como una alternativa de menor precio a la C425. Montreal Locomotive Works también construyó esta locomotora como MLW Century 424.

## Historia
La C-424 se presentó al mercado a principios de 1963 junto con una variante similar, la C-420. Este nuevo diseño fue una respuesta al bajo nivel de ventas que obtuvo su modelo anterior, la RS-27, con solo 27 unidades vendidas. Si bien las ventas fueron bajas, la C-424 resultó ser la versión Century más vendida de Alco. Ofrecía una potencia destacable y era muy confiable. De las 190 unidades fabricadas, 92 fueron construidas por Montreal Locomotive Works y 98 por Alco.
Si bien la producción de Alco era superada ampliamente por otras compañías como EMD, que para entonces vendía cientos de modelos GP35 y GP38, los propietarios que recibían dichas C-424 se mostraban muy conformes con ellas.
Hoy en día, la robustez y confiabilidad de estas locomotoras continúa mostrándose, ya que numerosas unidades de la C-424 no solo se mantuvieron preservadas, sino que también se utilizan para el servicio de carga en todo el país. Todavía se pueden encontrar varios ejemplos operando en el estado de Nueva York, Pennsylvania, Delaware, Minnesota, Maryland, Chicago, etc.

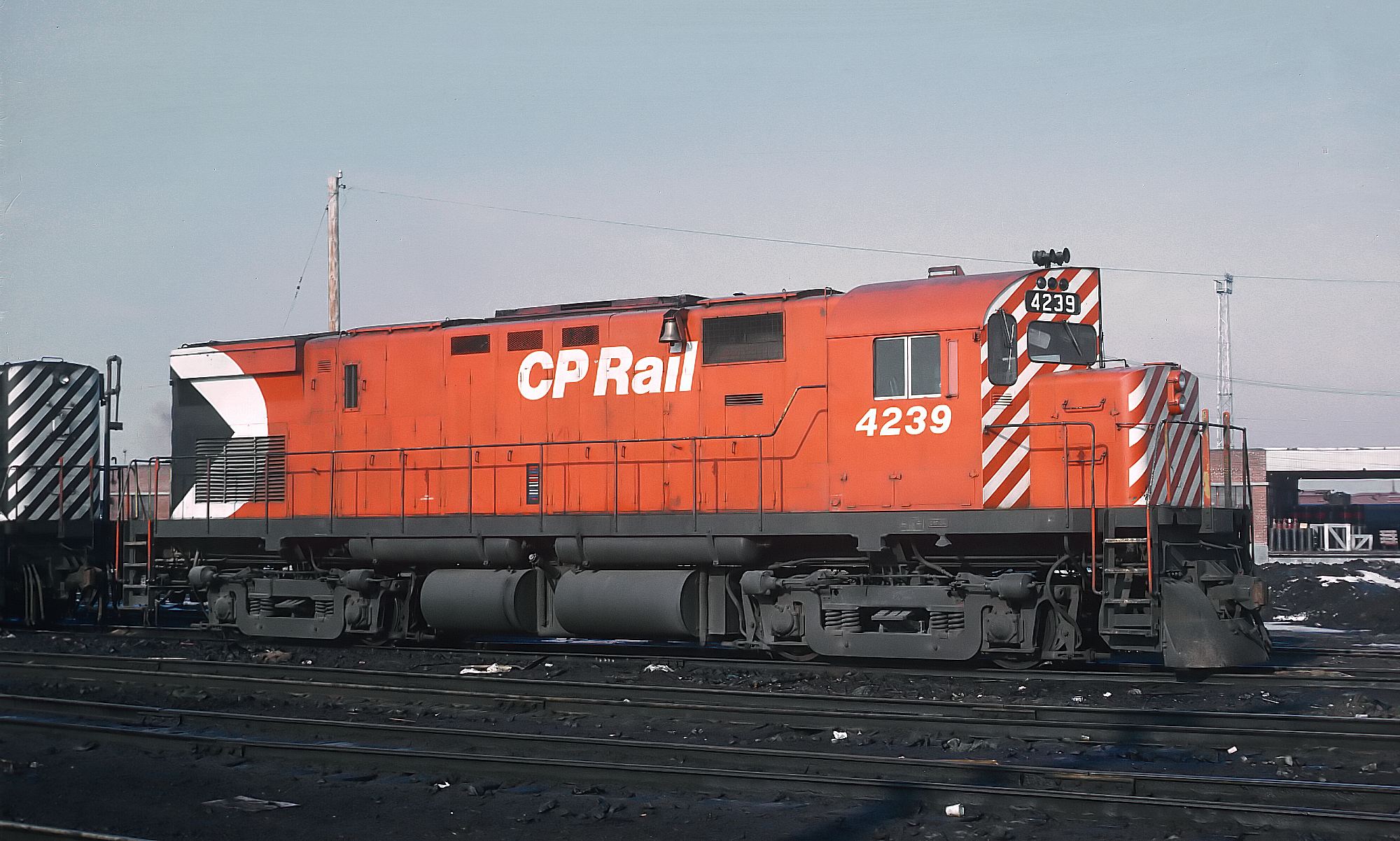
Una Alco C-424 con el nuevo esquema de Canadian Pacific en 1970.

## Propietarios originales

### Locomotoras construidas por ALCO
| Dueño                               | Cantidad | Números   | Notas |
| ----------------------------------- | -------- | --------- | --- |
| Belt Railway of Chicago             | 6        | 600-605   | Al menos uno ahora en el Western New York y Pennsylvania Railroad. |
| Erie Lackawanna Railway             | 15       | 2401-2415 | |
| Erie Mining Company                 | 1        | 500       | |
| Ferrocarriles Nacionales de México  | 45       | 8100-8144 | |
| Green Bay y Western Railroad        | 4        | 311-314   | |
| Pennsylvania Railroad               | 1        | 2415      | Reconstruido a partir del demostrador RS27 640-1 |
| Reading Company                     | 10       | 5201-5210 | |
| Spokane, Portland y Seattle Railway | 7        | 300-306   | A Burlington Norte 4240–4246. |
| Toledo, Peoria y Western Railway    | 2        | 800-801   | Posteriormente vendido a Morristown & Erie Railway como n.° 18 y 19. |
| Wabash Railroad                     | 7        | B900-B906 | Originalmente se suponía que era NDM 8100-8106, pero el pedido se canceló y las unidades se vendieron a Wabash. Se prohibió su uso como unidades de plomo debido a que los controles estaban etiquetados en español. |
| Total                               | 98       |           | |

### Locomotoras construidas por MLW
| Dueño                     | Cantidad | Números         | Notas                                                                 |
| ------------------------- | -------- | --------------- | --------------------------------------------------------------------- |
| Canadian National Railway | 41       | 3200-3240       |                                                                       |
| Canadian Pacific Railway  | 51       | 8300, 4201-4250 | La 8300 pasó a ser 4200. 4241 hasta el Cuyahoga Valley Scenic Railway |
| Total                     | 92       |                 |                                                                       |

## Preservación
- Toledo, Peoria y Western Railway 801 se conservan como el Morristown y Erie Railway 19 por la Sociedad Histórica del Ferrocarril Tri-State y están almacenados en Boonton.[4]
- Toledo, Peoria y Western Railway 800 se conservan como Morristown y Erie Railway 18 en el Museo del Ferrocarril de Illinois en Union.[5]
- Canadian Pacific 4237 se conserva en el Museo del Ferrocarril Canadiense en Saint-Constant.[6]
- La lectura 5204 es conservada por la Sociedad Histórica y Técnica de Reading Company.[7]
- Canadian Pacific 4230 se conserva como West Chester Railroad 4230 en West Chester.
- Canadian Pacific 4213 se conserva como West Chester Railroad 4213 en West Chester.